# Le Taillan-Médoc
Le Taillan-Médoc település Franciaországban, Gironde megyében. Lakosainak száma 10 966 fő (2022. január 1.). Le Taillan-Médoc Le Pian-Médoc, Blanquefort, Saint-Médard-en-Jalles, Eysines, Le Haillan és Saint-Aubin-de-Médoc községekkel határos.

## Népesség
A település népességének változása:
| Lakosok száma | 2778 | 5124 | 6815 | 8668 | 9557 | 9964 | 10 096 | 10 141 | 10 416 | 10 966 |
|               | 1968 | 1982 | 1990 | 2006 | 2013 | 2015 | 2017   | 2019   | 2020   | 2022   |